# Мальоа, Жузе

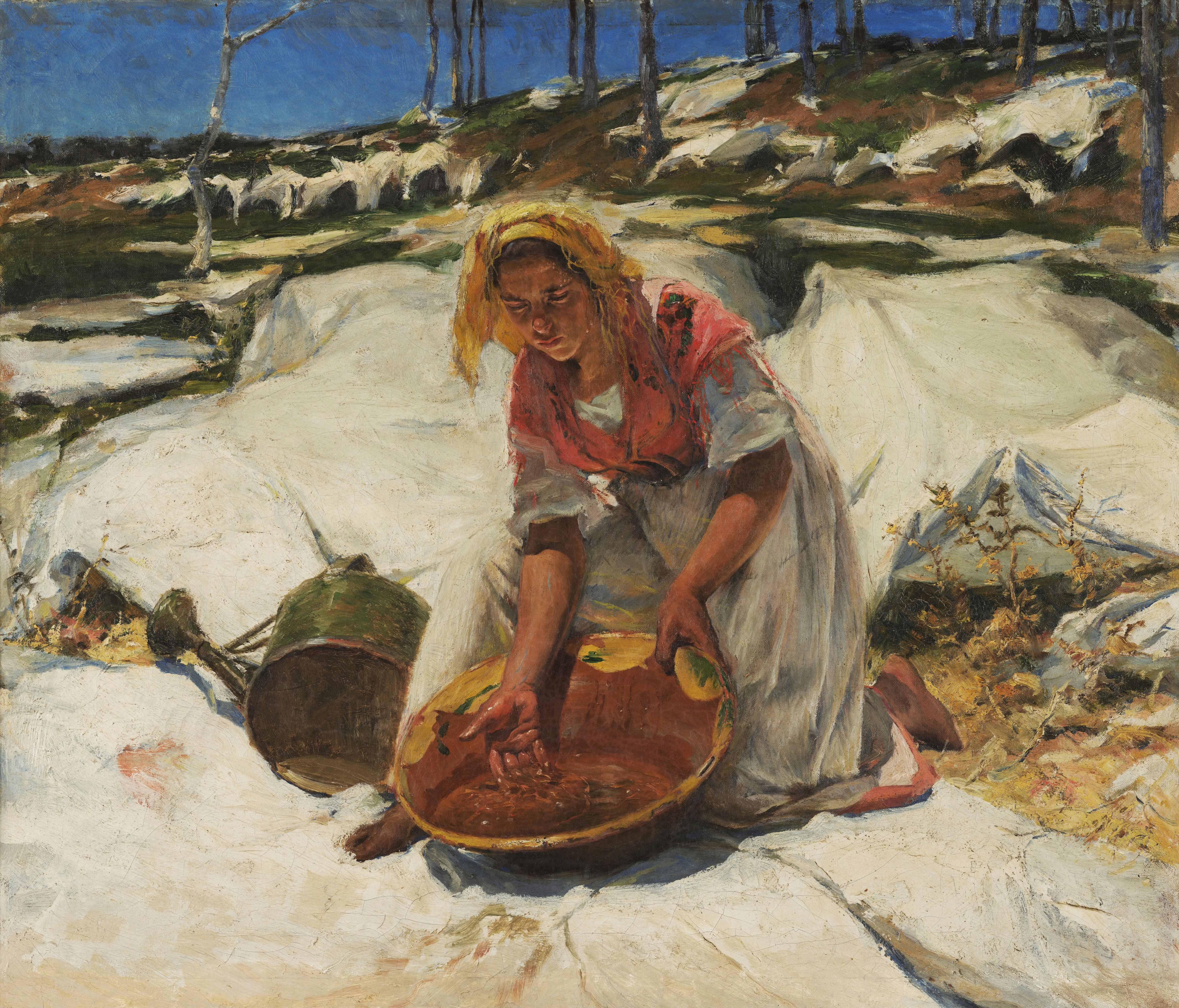
Красильщица, Музей изящных искусств, Рио-де-Жанейро

Жозе́ Вита́л Бра́нку Мальо́а (порт. José Vital Branco Malhoa, 28 апреля 1855, Калдаш-да-Раинья — 26 октября 1933, Фигейро-душ-Виньюш) — португальский художник, наряду с Колумбану Бордалу Пиньейру крупнейший представитель португальской реалистической живописи.

## Передача имени
Вариант «Жузе» отражает излишнюю фонетизацию, точнее общепринятая орфография «Жозе» согласно правилу португальско-русской практической транскрипции.

## Биография и творчество
Родился в 1855 году в Калдаш-да-Раинья в центральной Португалии. В 12 лет поступил в художественную школу, где проявил выдающиеся способности к живописи. После окончания школы подал прошение на стипендию Академии, дающую право на поездку за границу, однако ему было отказано в стипендии, так как Мальоа не имел достаточных связей. Факт отказа вызвал скандал такого масштаба, что Академия решила в этом году не выдавать стипендий вовсе. Разочарованный этим решением, и не имевший собственных средств для обучения за границей, Мальоа решил навсегда прекратить занятия живописью и поступил на работу продавцом в магазин, принадлежавший его брату. После шести месяцев работы, однако, он снова возобновил занятия живописью, уделяя ей свободное от работы в магазине время. Картина, которую он послал на выставку в Мадрид, получила благосклонный приём критики.
В 1881 году Мальоа полностью оставил торговлю и посвятил всё время занятиям живописью. Первый же заказ, который он получил, состоял в росписи потолка главного зала Лиссабонской королевской консерватории, сразу вслед за этим — Верховного суда Португалии. Довольно быстро Мальоа завоевал репутацию одного из самых известных португальских художников своего времени. Писал исторические полотна, в частности, за картину, изображающую отплытие экспедиции Васко да Гамы получил первую премию на конкурсе в 1887 году и был удостоен в следующем году по королевскому указу ордена Христа. Мальоа известен также святыми портретами. Он много работал по заказу, в том числе написал портреты короля Карлуша I и членов его семьи.
Жозе Мальоа разработал собственный стиль живописи, близкий к импрессионизму, не имевшего до него аналогов в португальской живописи.
В 1901 году после образования Общества изящных искусств стал первым президентом Общества. Много участвовал в выставках, как внутри страны, так и за рубежом, включая Берлин, Петербург, Ливерпуль и Рио-де-Жанейро.
В 1933 году, через год после смерти художника, в Калдаш-да-Раинья был открыт его музей.

## Галерея

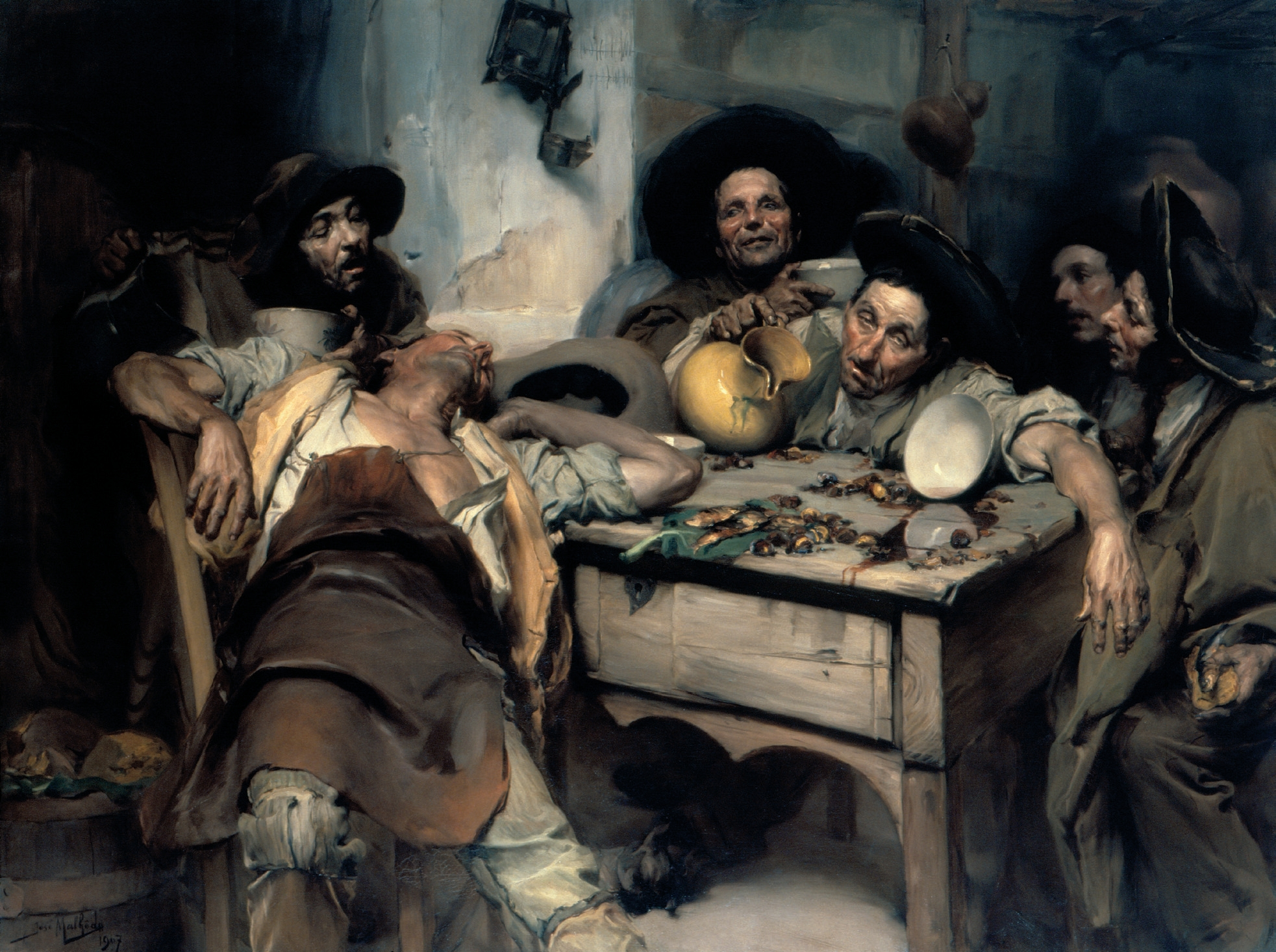
«На праздник св. Мартина», 1907
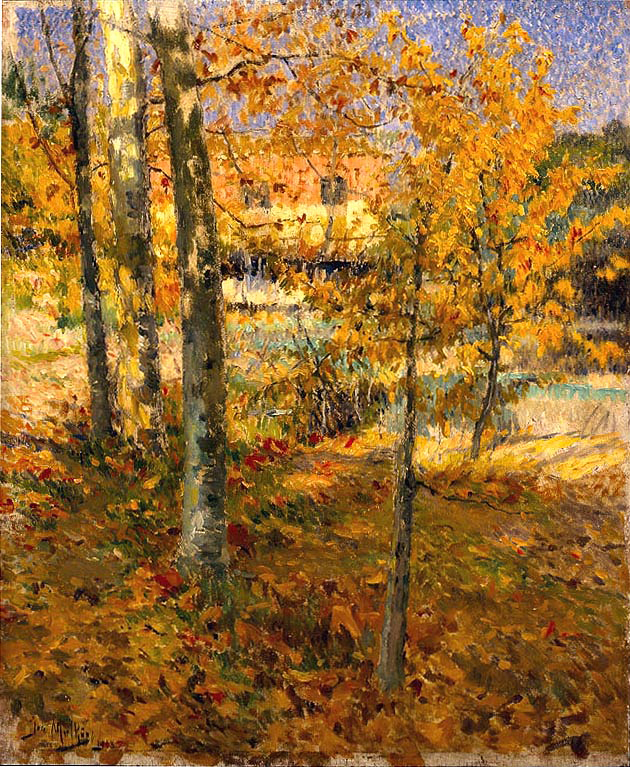
«Осень»
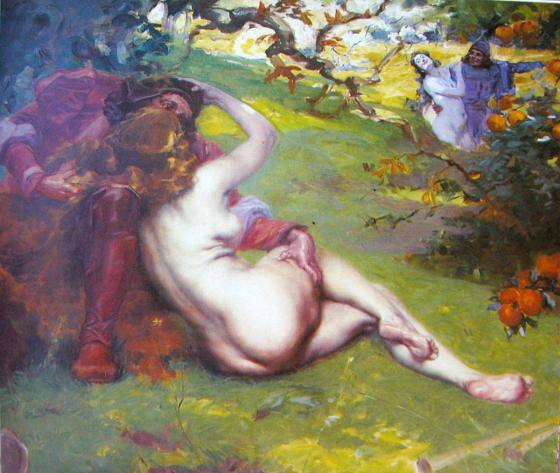
"Ilha dos Amores", Военный музей (Лиссабон)
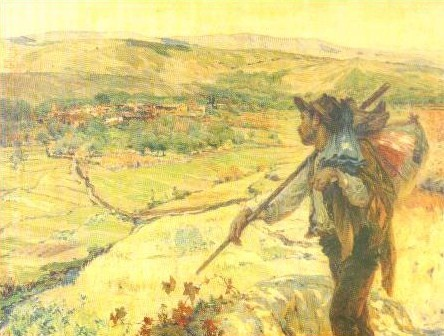
«Эмигрант»